# 氷の涯
氷の涯 （こおりのはて）は、『新青年』1933年（昭和8年）2月号に発表された、夢野久作の手記形式の中編探偵小説である。ロシア内戦中の満州内ロシア租借地 (東清鉄道附属地) のハルピンを舞台とする。

## あらすじ
登場人物の一人である上村作次郎が、シベリア出兵中の大正9年（1920年）に書き残した手記という体裁をとっている。帝国陸軍の一等卒に過ぎない上村作次郎は、とある大事件に巻き込まれ日本軍・白軍・赤軍の三方に睨まれることとなり、特に日本官憲には「売国、背任、横領、誣告、拐帯、放火、殺人、婦女誘拐」等々の罪で追い詰められることとなった。手記は、その真相と結末を綴るものとなっている。

## 登場人物
上村作次郎
この手記の語り手。女嫌いの文学青年であり、探偵趣味を持つ。東京美術学校 (現東京芸術大学) を中退し、ピアノ弾きからペンキ職人に転落したあと帝国陸軍に徴兵された。ロシア内戦が起きると、北満守備のために一等卒として満州へと出征した。満州では満州通となり、司令部に重宝されるようになっていた。十五万円事件で捜査本部附きとなるも、退屈さから探偵の真似事を始め、事件に関わっていく。
オスロフ・オリドイスキー
白軍の総元帥であり、セミョーノフ将軍及びホルワット将軍を従えてシベリア王国の建設を計画していた。また、日本軍に家屋を提供していた。近ごろは旅行がちとなっていた。
ニーナ
オスロフの養女。19歳だが、化粧により幼く見える。自称コルシカ人とジプシーのハーフ。酒を飲むと悪魔のような記憶力を表す。
富永トミ
大衆料理店および待合店「銀月」の女将。「銀月」は十五万円事件で捜査を受けていた。
坂見芳太郎
大衆料理店および待合店「銀月」の会計係。
星黒
経理室附きの二等主計。十五万円事件に関与する。
十梨
司令部附きのロシア語通訳。ホルワット将軍の手記の翻訳を任されていた。十五万円事件に関与する。

## 登場場所
当時ハルピン付近には、旧市街 (傅家甸)と新市街 (東清鉄道附属地)が存在した。
傅家甸 (現道外区)
旧市街であり、中国人街であった。
新市街 (秦家崗、現南崗区)
ロシア人街となっていた。
埠頭区 (現道裏区)
商区。キタイスカヤ街 (中央大街)やトルコワヤ街 (買売街)がある。日本人はここに住んでいた。
ナハロフカ
貧民街。